# Virtua Tennis 2009
Virtua Tennis 2009 est un jeu vidéo de tennis faisant partie de la série Virtua Tennis. Il est sorti sur Windows, PlayStation 3, Wii et Xbox 360 en juin 2009.

## Les joueurs
Chez les hommes :
- Rafael Nadal
- Roger Federer
- Novak Djokovic
- Andy Murray
- Andy Roddick
- David Nalbandian
- Mario Ančić
- David Ferrer
- Tommy Haas
- James Blake
- Juan Carlos Ferrero

Chez les femmes :
- Ana Ivanović
- Maria Sharapova
- Venus Williams
- Daniela Hantuchová
- Amélie Mauresmo
- Anna Chakvetadze
- Nicole Vaidišová
- Svetlana Kuznetsova
- Lindsay Davenport

Chez les légendes :
- Stefan Edberg
- Boris Becker
- Tim Henman
- Duke
- King